# Emanuel Züngel

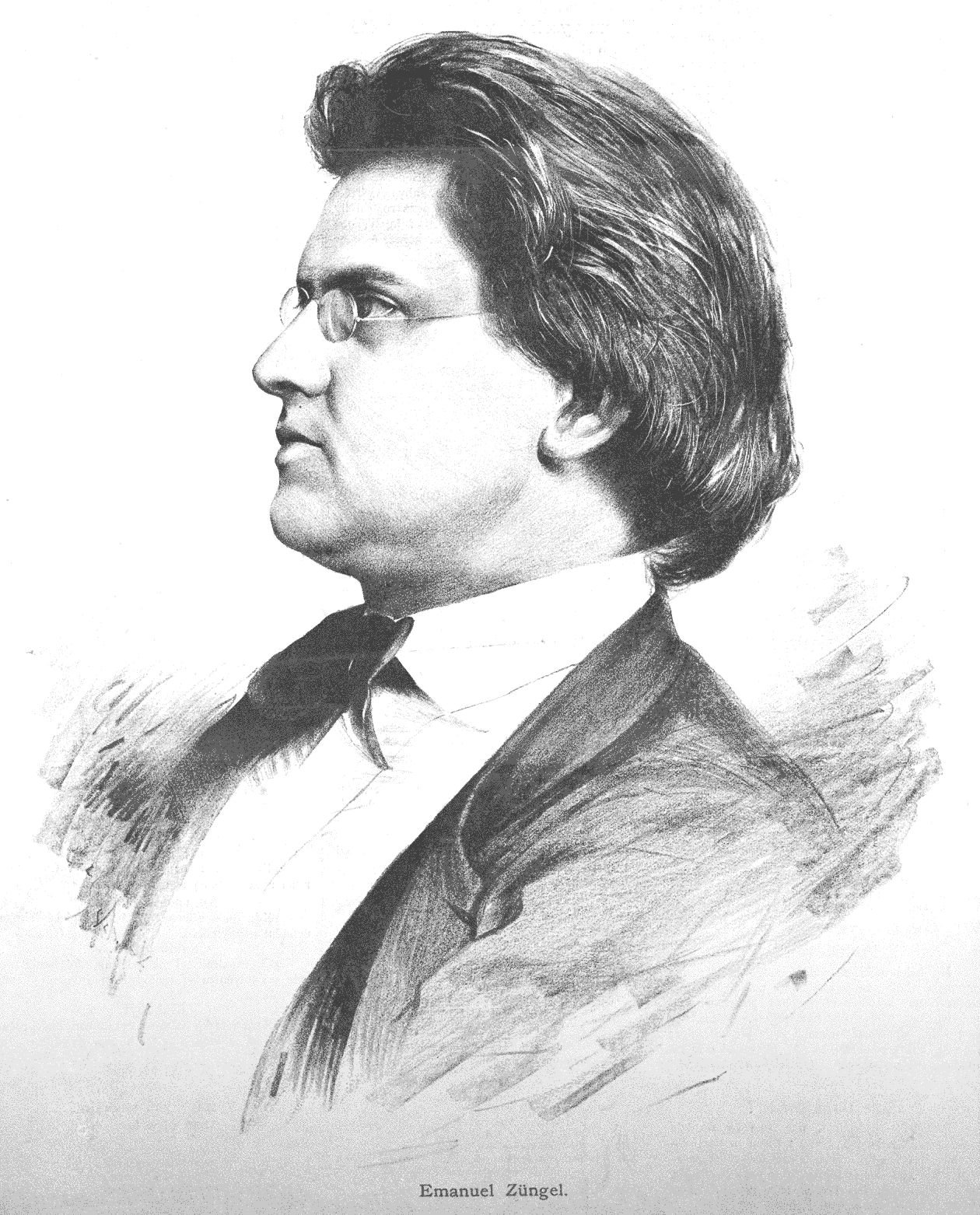
Jan Vilímek: Emanuel Züngel (1886)

Emanuel František Züngel (* 21. Juni 1840 in Prag; † 22. April 1894 ebenda; auch als Emanuel Züngl bzw. mit dem Pseudonym Emanuel Lužanský) war ein tschechischer Dramatiker, Librettist und Übersetzer.

## Leben
Züngel besuchte das Akademische Gymnasium in Prag. Er wirkte als Laiendarsteller am Theater U Švestku und wurde 1862 Mitarbeiter der Zeitungen Politik und Humoristické listy, wo er eine Redakteursstelle nach kurzer Zeit 1865 verlor. 1868 unternahm er mit dem Komponisten Karel Šebor eine Studienreise durch Italien und Frankreich. Er fand dann eine Stelle als Übersetzer von Opern- und Operettentexten beim Theater Prozatímní divadlo, wo er zwischen 1873 und 1877 auch als Darsteller kleiner Rollen und Chorsänger wirkte.
Anfang der 1860er Jahre veröffentlichte Züngel erste Gedichte in der Zeitschrift Lumír. Er trat als Verfasser von Ansprachen in Versen für Anlässe wie das Shakespeare-Jubiläum 1864 und die Grundsteinlegung des Nationaltheaters 1868 hervor und gab zwei Volksliederbücher heraus. Daneben veröffentlichte er humoristische Kurzprosa in verschiedenen Zeitschriften. Außerdem verfasste er das Libretto der Oper Zwei Witwen (Dvě vdovy) von Bedřich Smetana, der ihn auch mit einer deutschen Übersetzung seiner Oper Die verkaufte Braut beauftragte, und übersetzte Josef Otakar Veselýs Libretto für Antonín Dvořáks Oper Šelma sedlák (Der Bauern ein Schelm) ins Deutsche.

## Quelle
- Stytiarte – Die verkaufte Braut S. 24

| Personendaten    | Personendaten                                                  |
| ---------------- | -------------------------------------------------------------- |
| NAME             | Züngel, Emanuel                                                |
| ALTERNATIVNAMEN  | Züngel, Emanuel František (vollständiger Name); Züngl, Emanuel |
| KURZBESCHREIBUNG | tschechischer Dramatiker, Librettist und Übersetzer            |
| GEBURTSDATUM     | 21. Juni 1840                                                  |
| GEBURTSORT       | Prag                                                           |
| STERBEDATUM      | 22. April 1894                                                 |
| STERBEORT        | Prag                                                           |